# Radjah-eend
De radjah-eend (Radjah radjah synoniem: Tadorna radjah) komt voor in Australië, Nieuw-Guinea en op de Molukken, en wordt ook wel Molukse radjah-eend genoemd.

## Beschrijving
De radjah-eend wordt tot 52 centimeter lang. De geslachten zijn op uiterlijke kenmerken niet van elkaar te onderscheiden. De kop, hals, borst en buik zijn overwegend wit, met - net als de Europese bergeend- een kastanjebruine band over de borst. Deze band is overigens smaller en donkerder. De rug en de vleugels zijn donkerbruin.

## Voorkomen en leefgebied
De radjah-eend komt voor in noordelijke delen van West-Australië, Noordelijk Territorium (Nationaal park Kakadu) en Queensland, verder in Nieuw-Guinea, vooral de zuidkust van Papoea-Nieuw-Guinea, maar er zijn ook waarnemingen uit West-Papoea en van de eilanden Japen, Goodenough, Fergusson, Aroe-eilanden en de Molukken.
Het leefgebied is vooral ondiep zout-, brak- en zoetwater, dus in getijdegebieden, riviermondingen, lagunes en langs de kust gelegen moerasgebieden. Deze eenden leven alleen of in paren. In het droge seizoen vormen zich concentraties in onder andere zoutwaterlagunes.
De soort telt 2 ondersoorten:
- R. r. radjah: van de Molukken tot Nieuw-Guinea.
- R. r. rufitergum: noordelijk en oostelijk Australië.

## Voortplanting
In de broedtijd wordt er in een holle boom nabij water genesteld. Op wat dons na wordt er vrijwel geen nestmateriaal gebruikt. Er worden ongeveer 6 tot 12 eieren gelegd, die uitsluitend door het vrouwtje bebroed worden. Na ongeveer 30 dagen komen de eieren uit. Radjah-eenden voeden zich met allerhande kleine diertjes, zoals weekdieren. Een klein deel van hun menu bestaat uit plantaardige kost.

## Bescherming
De radjah-eend heeft een groot verspreidingsgebied en daardoor is de kans op de status kwetsbaar (voor uitsterven) gering. De grootte van de populatie is niet gekwantificeerd, maar gaat achteruit. Echter, het tempo van achteruitgang ligt onder de 30% in tien jaar (minder dan 3,5% per jaar). Om deze redenen staat de radjah-eend als niet bedreigd op de Rode Lijst van de IUCN. In Australië staat de vogel op de lijst van marine species van de Environment Protection and Biodiversity Conservation Act. Jacht op en verstoring van deze eend zijn dan wettelijk verboden.